# Александрийская поэзия
Александрийская поэзия — творчество поэтов александрийской библиотеки в первой половине 3 века до н. э.
По сравнению с классической литературой 6-5 вв. до н. э. была сосредоточена вокруг интересов образованных людей, в основном при дворе Птолемеев в Египте. Отличалась связью с филологией.
В истории древнегреческой поэзии александрийская поэзия представляла собой 4-й период, когда стихосложение приняло дидактический характер: эпопеи Аполлония и Риана, Арата и Никандра, гимны Каллимаха, элегии Эвфориона, Партения, трагедии поэтов «плеяды». Самобытный род представляла буколическая поэзия Феокрита, Биона и Мосха. Этот период пришёл на смену 3-му периоду — аттическому и классическому, длившемуся от конца персидских войн до смерти Александра Македонского. После четвёртого периода наступил следующий пятый — римский, от Августа до Юстиниана, с литературными центрами в Риме и Афинах.

## Известные представители
- Самые известные представители[3]:
  - Аполлоний Родосский (ок. 295—215 до н. э.),
  - Арат (ок. 315—240 до н. э.) ,
  - Евфорион (III век до н. э.),
  - Каллимах (ок. 310—240 до н. э),
  - Никандр Колофонский (II век до н. э.),
  - Тимон Флиазийский (320—230 до н. э.),
  - Фанокл (англ. Phanocles; ум. 354 до н. э.),
  - Феокрит (ок. 300—260 до н. э.),
  - Филит Косский (340—285 до н. э.);
  - и семь называемых «александрийским семизвездием» или «плеядой» трагиков (драматических поэтов):
    - Александр Этолийский (расцвет творч. деятельности около 270 г. до н. э.)
    - Гомер Византийский (III век до н. э.),
    - Дионисиад (nl:Dionysiades; III век до н. э.),
    - Ликофрон (320-е годы до н. э. — середина III века до н. э.);
    - Сосифан (итал. Sosifane; 357—313 до н. э.)[4],
    - Сосифей (англ. Sositheus; ок. 280 до н. э.) — соперник Гомера Византийского;
    - Филиск Керкирский (англ. Philiscus of Corcyra; III век до н. э.);
- БЭС называет также Леонида Тарентского (III век до н. э.)[5].

## Русскоязычные сборники
- Александрийская поэзия[6] / Составление и предисловие М. Грабарь-Пассек. — М.: 1972. — 432 с. Тираж 50 000 экз.

Авторы: Феокрит, Мосх, Бион, Каллимах, Аполлоний Родосский, Мелеагр; анонимные стихотворения и эпиграммы.
Переводчики: М. Грабарь-Пассек, С. Аверинцев, Л. Блуменау, Г. Церетели и другие.